# Frans Van den Eynde
Frans Van den Eynde (Aartselaar, 5 april 1923 – aldaar, 2 november 2021) was een Belgisch politicus voor de CVP.

## Levensloop
In 1980 volgde hij Frans De Groof op als burgemeester van Aartselaar na interne onenigheid binnen de christendemocratische partij. Hij oefende het mandaat uit tot 1988, waarna hij werd opgevolgd door de liberaal Camille Paulus. Onder zijn bestuur werd het kasteeldomein Solhof aangekocht en werd er een einde gesteld aan de verkavelingswoede.
Van den Eynde overleed op 98-jarige leeftijd in het woonzorgcentrum Zonnetij. Zijn afscheidsplechtigheid vond plaats in de Sint-Leonarduskerk aan het Laar.